# José Samyn
José Samyn (Quiévrain, 11 de mayo de 1946 - Zingem, 28 de agosto de 1969) fue un ciclista profesional francés.
Fue profesional solamente tres años, de 1967 hasta 1969, cuando murió trágicamente en el transcurso de una carrera en Zingem, Bélgica, el 28 de agosto de 1969, cuando solamente contaba 23 años y era una firme promesa del ciclismo francés. La carrera, el Gran Premio de Fayt-le-Franc, cuya primera edición se había celebrado el año anterior y precisamente se había impuesto Samyn, pasó a denominarse, como homenaje al fallecido ciclista, Le Samyn, denominación con la que ha llegado a nuestros días.
Su mayor éxito como ciclista profesional fue la victoria en la 11.ª etapa del Tour de Francia 1967, con salida en Briançon y meta en Digne-les-Bains.

## Palmarés
1964
- 2 etapas del Tour de Namur

1965
- 1 etapa del Tour de Namur

1967
- G. P. Denain
- 1 etapa del Tour de Francia

1968
- Circuito del Port de Dunkerque
- 1 etapa de la París-Niza
- Gran Premio de Fayt-le-Franc

1969
- Tour de Picardie